# 銃社会
銃社会（じゅうしゃかい）とは、銃が日常的に存在する社会を指す言葉。

## 概要
この言葉は日常生活には必要とされないはずの、または容易に人命を失わせかねない危険な銃器が社会の至る所に存在しその治安維持に役立っている反面、治安を悪化させる要因ともなっている状態を指す。
この状態にある社会では、銃は所持する人の生命と財産を守る道具として扱われ、犯罪や暴力に対する抑止力となっている。しかし、銃が数ドルにも満たないコストで他人の命を奪いかねない危険な器具であることから、その扱いには厳重に注意しなければならないのだがそれが携帯することが可能で、また誰にでも（もちろん、未熟な子供には持たされないが）入手可能であるため、害意を持った人間の手にある銃器はその害意を増幅・増長させる結果を発生させる。
なお、人間は往々にして「間違える」動物であるが、これが銃に絡む問題ともなると、取り返しのつかない間違いをすることもある。銃器は取り扱いを誤れば不用意に弾丸が発射される暴発という事故になるが、このコントロールされていない弾丸が誰かしらに当たってしまえば重大な負傷を招く。これ以外にも例えば玩具の銃で遊んでいた子供を「今まさに銃を発砲しようとしている凶悪犯」と誤認、射殺後に「玩具で遊んでいた子供」だと判明するケースもあり、銃の存在から来る社会的ストレスは計り知れない。なおこういった事情にも絡み、米国などでは遊戯銃に対してその外観が本物と混同されるようなものが禁止されており、この規制は水鉄砲やガンシューティングゲーム用のコントローラー（ライトガン）にも及ぶ。警察などで訓練に使われる銃の外見を模した模造銃は、材質と無関係に全て赤や青に塗られることが義務付けられており「レッドガン」や「ブルーガン」という名で販売されている。
主にアメリカの実情を示唆した言葉とされるが、ユネスコの報告によると、実際はアメリカよりも南米のベネズエラやブラジルの方が銃器の使用による死亡率は遙かに高く、2008年から2012年のいずれかの年の1年間でブラジルでは人口10万人当たり21.9人が、ベネズエラでは55.4人が銃が原因で死亡した。
ちなみにアメリカでは銃による凶悪犯罪（強盗・殺人など）の問題もあり、銃規制法案がたびたび提出されるなど規制の方向で進んでいる。しかしながら、規制法案が提出されるたびに政治的発言力のある全米ライフル協会の反対により法案の成立が阻止され、実効力の見られる規制法が成立したのは1991年のことである。（後述）
アメリカ以外でも社会に存在する銃が社会に及ぼす影響は計り知れず、日本のように国民への銃所持条件を厳格にし、凶悪事件発生時には無力なままでいさせるのか、アメリカ等のように銃を民間に開放してそれらが強盗などを行うのを看過するかという問題に絡み、議論を招いている（無差別乱射に対し応射がなされ、犯人を無力化できた例はない。月刊Gun連載「自衛する市民たち…―ドキュメントUSA」）。
2010年代のアメリカでは、度重なる銃乱射事件などで銃器の販売を続けてきたスーパーマーケット、ウォルマートが販売規制を行うなど銃規制の流れが形成された。だが、2019新型コロナウイルスの感染が国内に拡大すると銃器や弾薬を求める客が増加して売上が拡大した。2020年4月2日、連邦政府はコロナウイルス対策の勧告の中で銃器の販売を外出禁止令下でも営業継続が認められる「必要不可欠なサービス」に認定した。

### 銃社会と日本
日本では、明治時代に上流階級の一部や職業によっては銃を所持することが多く見られたが、第二次世界大戦終結以降に銃刀法などにより社会の銃所持が厳しく規制されていることもあり、密輸入ルートを持つ一部（非合法）組織を除けば、銃を携行できるのは狩猟を行う猟師、競技射撃の選手、国防を担う自衛官や国内治安を維持する警察官などに限定されている。
1960年代には、自分のコレクション用に個人で拳銃を日本国内で違法所持することが一部の銃マニアの中で密かなブームになっていたことが土壌となり、角界拳銃密輸事件（1965年発生。大鵬・柏戸・北の富士の3横綱）・芸能界拳銃密輸事件（作曲家の平尾昌章・俳優の里見浩太朗・山城新伍・石原裕次郎・北条きく子・本郷功次郎・城健三郎）・作家の大藪春彦拳銃所持事件・漫画家の桑田二郎拳銃所持事件など著名人の拳銃所持として大きな注目を集めた。
1960年代から1980年代には暴力団絡みの抗争事件で暴力団員が死亡したり、暴力団抗争事件の巻き添えとなる形で一般人に犠牲者が出る事件はあったものの、一般人が銃を持って犯行に及ぶケースは、比較的入手しやすいが拳銃よりも犯罪に扱いづらい側面がある猟銃による犯行を除けばほぼ皆無であった。一方、密輸拳銃などを相当数保有していたと見られる当時の暴力団は銃を徹底管理する方針を取っており、拳銃が暴力団との繋がりを持たない一般人を対象に大量に流れることに否定的だった。
1990年代に入ると、交通・物流の活性化や国際的な人的交流の拡大等のあらゆる面での国際化や、暴力団対策法施行による警察による暴力団取締り強化という変化があった。この変化は、外国から流入する拳銃へのアクセスを容易とし、新たな形の拳銃密輸ルート構築や警察の取り締まり強化によって従来の資金源を断たれた暴力団末端構成員が上位組織への上納金捻出のために大量の拳銃を密売するなどして、日本での拳銃流通量が増加して一般人が拳銃を入手しやすくなったり、外国人流入によって従来の日本暴力団と異なる性格を持つマフィア化した外国人犯罪組織が増加したりしたことで、一般人への拳銃使用に躊躇しない犯罪が発生するようになり、1992年7月の町田市立てこもり事件や1994年10月の品川医師射殺事件、さらに1995年7月の八王子スーパー強盗殺人事件は日本で新たな形態の銃犯罪として大きな注目を集めた。上記の社会の変化は警察に配備された銃器では対応できない事件やテロの発生が懸念されたため、警察機構では従来では殺傷力が強く、被害が広範囲に出やすいと採用を見送っていた機関けん銃等の強力な銃器を配備する傾向も出ているほか、警察官を襲撃して拳銃を強奪するケースもある。
2000年代では、2007年12月9日に東京都目黒区の医師宅で5歳の長男が医師が所有していたライフルで2歳の弟を誤って射殺し、所有者の医師が重過失致死傷罪、銃刀法違反、火薬類取締法違反などで書類送検される事件が、その5日後の12月14日には長崎県の佐世保市でルネサンス佐世保散弾銃乱射事件が発生し、銃の所持について国会で問題になった。
約1億の人口が住む2000年代の日本において銃犯罪の犠牲者総数はわずか数名であり、人口単位を合わせた被害者数で銃の所持が容易なアメリカと比較すると日本では銃犯罪による犠牲者は少ない。
2010年代に入ると3Dプリンターで製造した銃を所持していた男性が逮捕される事件が起きた（3Dプリンター銃製造事件。2014年発生）。2020年代に元内閣総理大臣である安倍晋三を銃撃した事件（安倍晋三銃撃事件。2022年発生）でも手製銃が使われており、こうした拳銃メーカー以外で製造された密造銃の摘発や押収が課題となりつつある。

## 銃の世界事情
日本において銃社会問題は、1992年にアメリカ合衆国で発生した日本人留学生射殺事件、また度々無差別乱射騒動が報道されることもあり、そのままアメリカの社会問題と捉えられることが多いが、世界的にも銃の所持が社会に認められている国や地域は多く、日本のように原則として所持が許されていない国の方が少数派である。ヨーロッパのほとんどの国でも、拳銃やライフル銃等の所有を認められている（一応、許可制であるが、ヨーロッパの多くの国では、日本で散弾銃を手に入れるのと同じような手続きで簡単に手に入る）ほか、東南アジア・南米・アフリカなどは、銃が出回っている状況にある。
アメリカよりも深刻な国家が、他に存在しているのも事実である。フィリピンでは、町工場規模の工場における銃の密造が横行している上に、そのまま世界に流れるケースが多い。最も深刻なのは中東やアフリカなどの発展途上国である。内戦状態にあった国家や地域では、自動小銃などが簡単に手に入り、児童でも小銃を所持しているケースも見られ、ひとたび犯罪が発生すれば、市街戦のような様相を呈する。少年兵といった社会問題もあり、この問題の心理ケアも国際社会の課題の一つとなっている。
中東のエジプトやイスラエル周辺の中東地域では、結婚式などの祝いの席で銃を空に向かって（空砲ではなく実包を）発射する風習があるが、打ち上げられた弾丸が（数百メートル上空から）住宅街などに落下する事故がたびたび起きている。

### アメリカ合衆国の銃規制
アメリカで銃規制が本格的に始まったのは、1993年にブレイディ法が制定され、銃販売における審査期間の設置や登録制度の制定、翌1994年には半自動小銃等の連射性があって危険度の高い銃器の輸入・販売が規制された。
この銃砲規制に関しては、アメリカのフロンティア精神を基盤とする全米ライフル協会（NRA）の強固な反対（歴代大統領の中にも、同協会メンバーが少なくない）もあったが、同協会メンバーでもあった、時の大統領であったロナルド・レーガンが狙撃された事件で、重傷を負ったジム・ブレイディ補佐官とその妻サラの活動が実を結んだわけだが、これもアメリカの銃社会問題を解決するに至らず、1999年4月20日にはコロンバイン高校銃乱射事件が発生、未成年のスプリー・キラーによる銃犯罪として全米で注目を集め、拳銃の販売可能年齢を18歳から21歳に引き上げるとともに、ダイナマイト等の危険物の販売も銃同様に厳重な規制が検討された。
このアメリカの銃問題に関して、正式な所有者以外が銃を使えないようにするロック装置の開発と取り付けの義務化を求める法案も提出されるが、NRAに関連する議員の反対は根強く、採択は難航している（スミス&ウェッソンは2008年から自主規制により、銃とペアになった鍵による安全装置が組み込まれた回転式拳銃を開発販売し始めた。シリンダーラッチレバーの下に鍵穴があり、これを操作することで引き金が引けなくなる構造）。
日本では、アメリカの全ての地域で銃が流通しているように報道されることが多いが、実際には地域差が大きい。いずれにせよ、数字上は銃が流通している地域でも自然が多く残されており、野獣駆除や食糧調達のために銃が必要な地域（ワイオミング州やカリフォルニア州、アラスカ州など）では銃犯罪は少なく、逆に伝統的な自衛目的（つまり、ネイティブ・アメリカンの退治目的）で銃を所持することが多かった州（イリノイ州やバージニア州、コロラド州など）は、現在には銃による殺人件数が多い傾向があるとされる。2007年4月16日には、バージニア工科大学で同大学に在籍する学生が銃を乱射、32人の犠牲者を出し、アメリカ史上最悪の銃乱射事件（バージニア工科大学銃乱射事件）となった。しかもその学生は乱射に使用した銃を合法的に購入したことが判明している。
アメリカは全世界から移民が流入して誕生した国家であり、建国当時の「自分の身は自分で守る」という精神が多くのアメリカ国民の中に根強く残っている。そのため、多くのアメリカ人は銃を手放すことを、「いわば全裸の状態であり、自分の身を自分で守れなくなる」と恐れる。その際、「あなたが強盗するとしたら、銃で武装している家と銃を置いていない家、どちらを標的に選ぶか」というのがよく例に出される。バージニア工科大学事件後に米ABCテレビが実施した世論調査によると、「このような銃犯罪が起きてしまうのはなぜか？」との質問に対し、「子どものしつけの問題」という回答は半数近くにのぼったが、「銃が簡単に手に入るため」という回答は約2割にとどまった。なお、アメリカ同時多発テロ事件直後、非常用品とともに、銃器の売り上げが増加した。
こうしたアメリカ国民の潜在的な銃に対する意識に加え、警察署から自宅まで田園部の広大な距離、狩猟などで生計を立てている者や、熊やピューマのように人間に直接害を及ぼす大型野生動物出没地域に生活する者もいるという自然環境、また趣味としての射撃や狩猟や武装権も社会的に認められている事情がある。加えてNRAの発言力は、その資金力ゆえに非常に強大であり、同時多発テロ以降、アメリカ合衆国連邦政府でも銃規制についての議論自体がタブー同然とされている（NRAに嫌われる事、即ち会員の支持を失う事を意味する。）。以上のことから、アメリカの銃規制はなかなか進まない状況が続いている。
2019年1月から2月にかけて、アメリカのイリノイ州シカゴ市で押収された違法な銃器類の数は1,600丁以上となっており、都市部においては依然として相当数の銃が存在していることを示している。

### 銃を使用した自殺
2006年の自殺に関する国別統計によれば、銃を使用した自殺の割合はアメリカがトップで57%、次いでスイスの24-28%が続いている。